# Арский камень (скала)
А́рский Ка́мень (баш. Ар Ташы) — скала в Белорецком районе Республики Башкортостан России. Скала и прилегающая территория образуют комплексный памятник природы Республики Башкортостан (1956), памятник природы (1965) Арский камень

## Описание
Арский камень находится на правом берегу реки Белая (Агидель), примерно в 350 метрах от села Арский Камень. Высота скалы составляет около 30 метров.

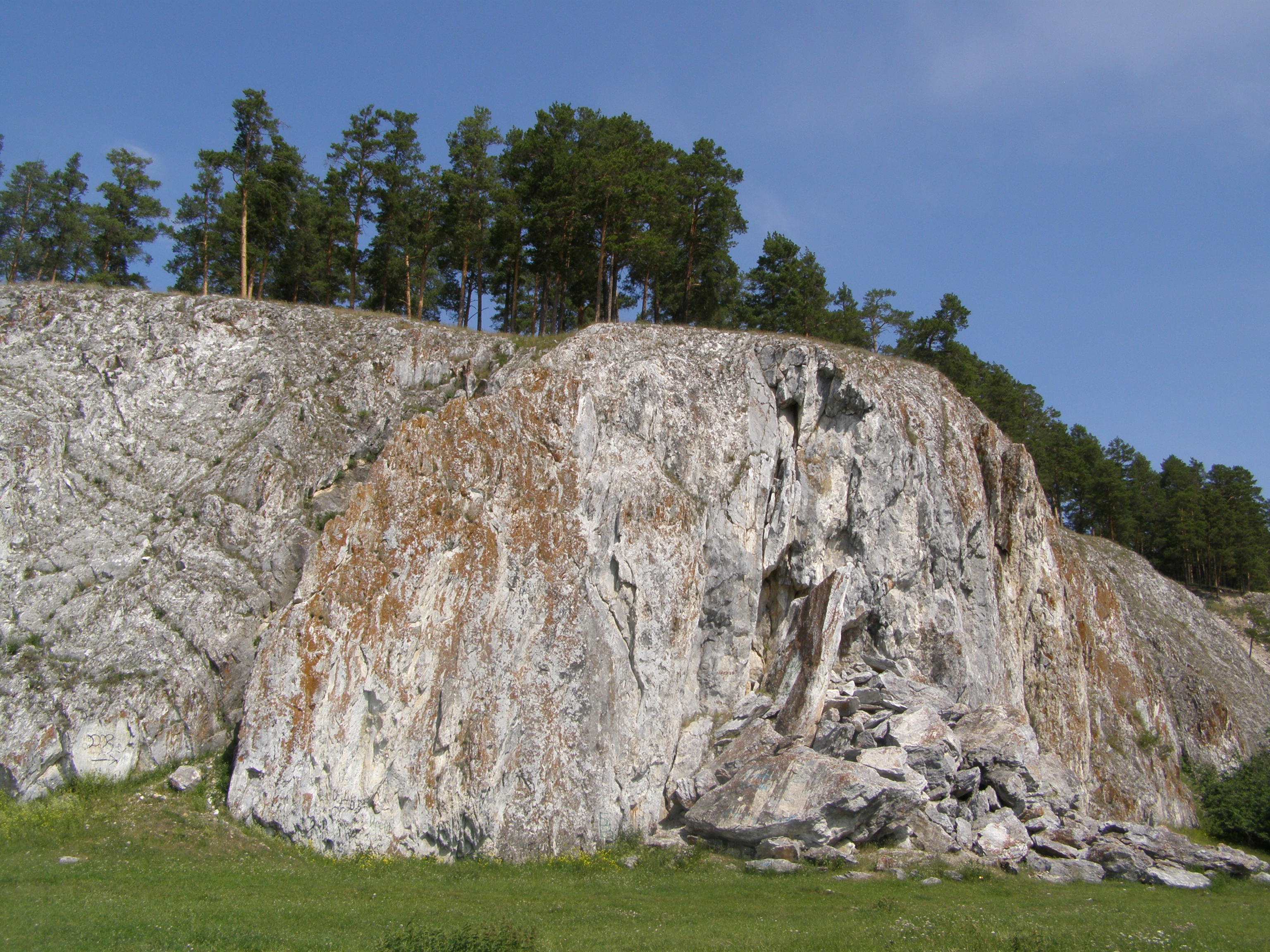
светло-серые известняки скалы

Скала сложена из светло-серых известняков Девонского геологического периода. На поверхности видны трещины тектонического разлома, в одном месте произошло обрушение породы.

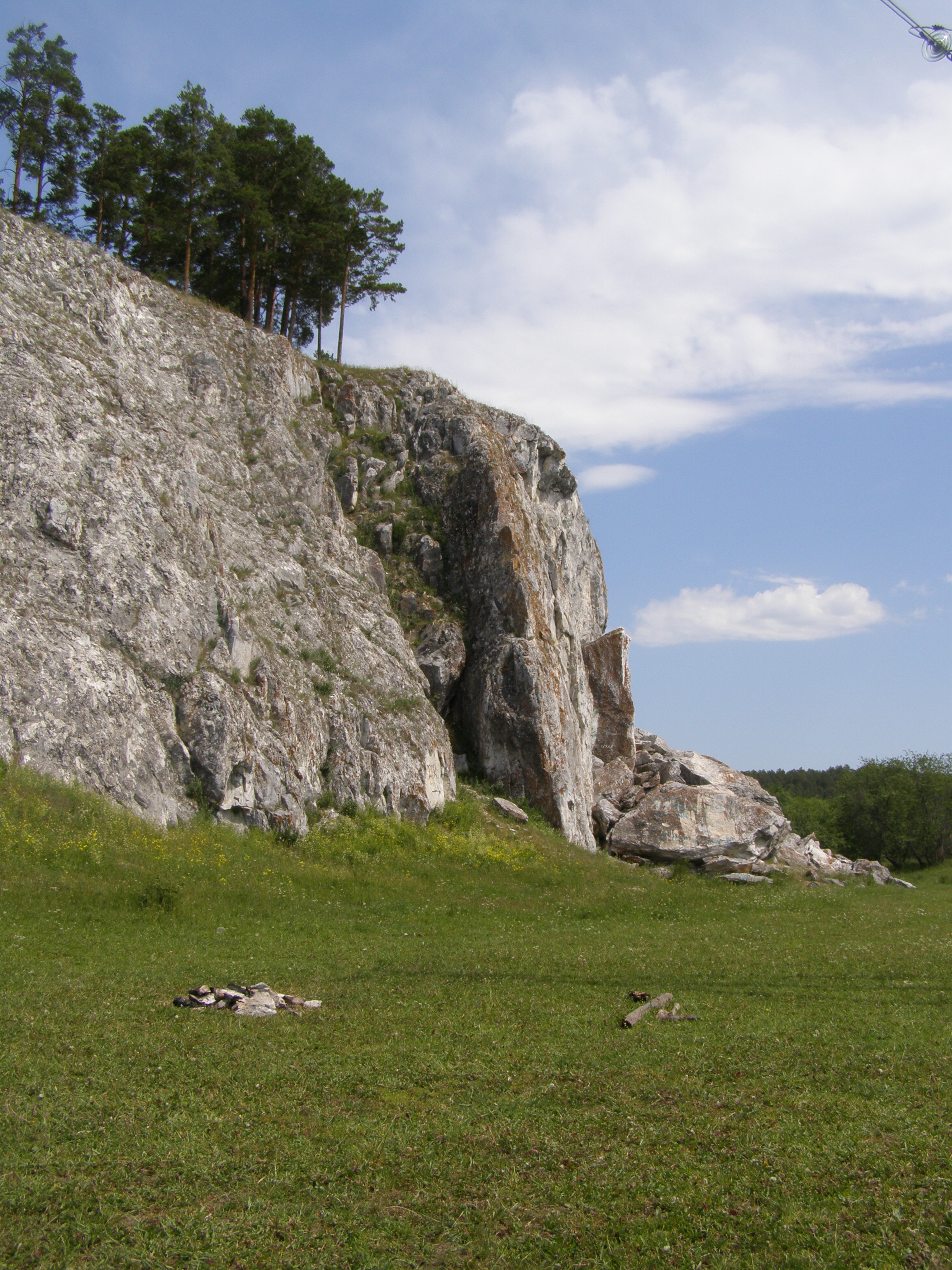
видно обрушение породы и сосновый бор на верхушке

На вершине произрастает сосновый лес. На скалах Арского камня находится более 30 видов ксерофитов и мезофитов.

## История
По преданиям, во время Крестьянской войны 1773—1775 года здесь был убит управляющий Белорецким заводом Арский за отказ выпускать оружие для повстанцев. Отсюда и название скалы.
На скале снимали эпизоды сериала «Вечный зов».